# Antonio Conti (1840)
Antonio Conti (Porto Torres, 1840 – 1933) è stato un medico e politico italiano.

## Biografia
Studiò a Napoli e Parma, e proprio nell’Università ducale ottenne la laurea nel 1861. Si arruolò come ufficiale medico ma partecipò anche come combattente alle guerre d’indipendenza. Rientrò a Sassari nel 1877 dove iniziò la carriera accademica che lo porterà dal 1883 al 1915 ad avere l’incarico di ordinario di Anatomia patologica. Attivo anche politicamente, denunciò nel  1910 attraverso la pubblicazione "La questione ospedaliera di Sassari", la gravosa condizione dei malati di tubercolosi nel capoluogo turritano respinti dall’ospedale cittadino e per cui egli auspicava la creazione di una struttura adatta. Per questo suo impegno gli venne intitolato nel 1955 il sanatorio sassarese, oggi in disuso. Fu preside della facoltà di medicina per sette anni, ricoprendo la carica di rettore dal 1887 al 1889. Nel 1915 venne nominato professore emerito. Più volte consigliere comunale, fu anche sindaco tra il 1891 e il 1892. Scomparve nel 1933 a 93 anni.